# Награды Ульяновской области
Награды Ульяновской области — награды субъекта Российской Федерации учреждённые Администрацией Ульяновской области согласно Законодательным актам:
- Закону Ульяновской области от 20 декабря 2022 года № 143-ЗО «О наградах Ульяновской области»[1];
- Закону Ульяновской области от 5 мая 2011 года № 73-ЗО «О наградах Ульяновской области»[2] (утратил силу с 1 января 2023 года);
- Постановлению Губернатора Ульяновской области от 28 сентября 2011 года № 95 «О мерах поощрения Губернатора Ульяновской области»[3];
- Постановлению Губернатора Ульяновской области от 26 ноября 2008 года № 93 «О мерах по реализации постановления Губернатора Ульяновской области от 7 октября 2008 года № 78»[4].

Награды Ульяновской области являются формой поощрения граждан Российской Федерации, а также иных лиц, в том числе и иностранных граждан, за заслуги в области государственного строительства, местного самоуправления, экономики, науки, культуры, искусства, образования, в укреплении законности и правопорядка, охране здоровья и жизни, защите прав и свобод человека и гражданина, воспитании, развитии спорта, за активную благотворительную деятельность и иные заслуги перед Ульяновской областью.

## Перечень наград

### Высшая награда
| Изображение награды | Наименование награды                                                                                | Дата учреждения      | Правила награждения | Источник                                                                                        |
|                     | Звание «Почётный гражданин Ульяновской области» −−− (Знак Почётного гражданина Ульяновской области) | 20 декабря 2022 года | Звание «Почётный гражданин Ульяновской области» является высшей по значимости наградой в системе наград и присваивается: - за особо выдающиеся заслуги в сферах государственного строительства, местного самоуправления, экономики, здравоохранения, культуры, искусства, науки, образования, просвещения и воспитания, физической культуры и спорта, укрепления законности и правопорядка, защиты прав и свобод граждан; - за мужество и самоотверженность, проявленные при исполнении воинского, служебного или гражданского долга в условиях, сопряженных с риском для жизни; - за особо плодотворную общественную, благотворительную и добровольческую (волонтерскую) деятельность; - за иные личные заслуги, способствовавшие повышению качества жизни населения Ульяновской области и укреплению авторитета Ульяновской области в Российской Федерации и за рубежом. Звание «Почётный гражданин Ульяновской области» может быть присвоено посмертно. Присвоение звания с занесением в Золотую книгу Почёта Ульяновской области производится, как правило, один раз в год в декабре. При этом в течение календарного года звание может быть присвоено не более чем двум лицам при условии, что хотя бы одному из этих лиц звание присваивается посмертно. Лицу, удостоенному звания выплачивается единовременное денежное вознаграждение. Почётные граждане Ульяновской области пользуются положенными льготами и преференциями. | Закон Ульяновской области от 20 декабря 2022 года № 143-ЗО «О наградах Ульяновской области» --- |

### Знак отличия
| Изображение награды | Наименование награды                                 | Дата учреждения      | Правила награждения | Источник                                                                                        |
|                     | Знак отличия «За заслуги перед Ульяновской областью» | 20 декабря 2022 года | Награждение знаком отличия «За заслуги перед Ульяновской областью» производится: - за выдающиеся заслуги и отличия в сферах промышленности, сельского хозяйства, строительства, связи, энергетики, транспорта, здравоохранения, культуры, искусства, науки, образования, просвещения, воспитания, государственного управления, местного самоуправления, в других сферах трудовой (служебной) или иной общественно полезной деятельности; - за значительный вклад в укрепление законности и правопорядка, мира, дружбы и сотрудничества между народами, защиту прав и свобод граждан; - за выдающиеся спортивные достижения; - за проявленные мужество и самоотверженность при спасении людей в условиях чрезвычайных ситуаций и при других обстоятельствах, сопряженных с риском для жизни; - за иные личные заслуги, способствовавшие повышению уровня социально-экономического и иного развития Ульяновской области. | Закон Ульяновской области от 20 декабря 2022 года № 143-ЗО «О наградах Ульяновской области» --- |

### Медаль
| Изображение награды | Наименование награды   | Дата учреждения      | Правила награждения | Источник                                                                                        |
|                     | Медаль «Почёт и слава» | 20 декабря 2022 года | Награждение медалью Ульяновской области «Почёт и слава» производится: - за значительные достижения в трудовой (служебной), научной, социальной, культурной, образовательной, наставнической, спортивной, благотворительной, добровольческой (волонтерской) и иной общественно полезной деятельности; - за значительный вклад в укрепление законности и правопорядка, защиту прав и свобод граждан; - за особый личный вклад в укрепление дружбы и сотрудничества между Ульяновской областью и другими субъектами Российской Федерации, субъектами иностранных федеративных государств, административно-территориальными образованиями иностранных государств, развитие взаимовыгодных торгово-экономических, научно-технических, социальных и культурных связей; - за эффективную инвестиционную деятельность; - за самоотверженность и отвагу, проявленные при спасении людей в экстремальных условиях. | Закон Ульяновской области от 20 декабря 2022 года № 143-ЗО «О наградах Ульяновской области» --- |

### Почётные знаки
| Изображение награды                                                                                           | Наименование награды                  | Дата учреждения      | Правила награждения | Источник                                                                                        |
| | Почётный знак «За трудовые свершения» | 20 декабря 2022 года | Награждение почётным знаком Ульяновской области «За трудовые свершения» производится: - за трудовые успехи и отличия в сферах экономики, здравоохранения, культуры, искусства, науки, образования, просвещения, воспитания, физической культуры и спорта, в других сферах трудовой и иной общественно полезной деятельности; - за заслуги в освоении и внедрении новейшей техники и технологий, успешную и эффективную научную, рационализаторскую и изобретательскую деятельность; - за вклад в подготовку квалифицированных кадров; - за высокое профессиональное мастерство. | Закон Ульяновской области от 20 декабря 2022 года № 143-ЗО «О наградах Ульяновской области» --- |
| | Почётный знак «За веру и добродетель» | 20 декабря 2022 года | Награждение почётным знаком Ульяновской области «За веру и добродетель» производится: - за вклад в защиту прав и свобод граждан, в гражданско-патриотическое воспитание детей и молодежи; - за плодотворную общественную деятельность, направленную на повышение уровня нравственности и толерантности в обществе, пропаганду общечеловеческих ценностей, популяризацию здорового образа жизни; - за особые заслуги в укреплении института семьи и брака, в изучении и сохранении культурного наследия; - за благотворительную деятельность; - за вклад в развитие добровольческой (волонтерской) деятельности; - за активное содействие в проведении социально значимых мероприятий; - за самоотверженность и отвагу, проявленные при спасении людей в экстремальных условиях. | Закон Ульяновской области от 20 декабря 2022 года № 143-ЗО «О наградах Ульяновской области» --- |
| Почётный знак «За воспитание детей» вручаемый женщинам Почётный знак «За воспитание детей» вручаемый мужчинам | Почётный знак «За воспитание детей»   | 20 декабря 2022 года | Награждение почётным знаком Ульяновской области «За воспитание детей» производится: - за особые заслуги в воспитании детей; - за обеспечение надлежащего уровня заботы о здоровье, физическом, интеллектуальном, духовном и нравственном развитии детей, полноценном и гармоничном формировании их личности; - за вклад в укрепление института семьи и брака, популяризацию здорового образа жизни. Почётным знаком Ульяновской области «За воспитание детей» награждаются проживающие на территории Ульяновской области многодетные матери и (или) многодетные отцы, родившие и (или) усыновившие и (или) воспитывающие (воспитавшие) пятерых и более детей. Представление к награждению указанных лиц почётным знаком производится по достижении последним ребенком возраста одного года при условии, что не менее чем один из них является несовершеннолетним и все дети находятся в живых, за исключением предусмотренных случаев. При награждении почётным знаком учитываются дети, усыновленные (удочеренные) и (или) принятые на воспитание в приемную семью в установленном законодательством порядке, погибшие или пропавшие без вести при защите Отечества или его интересов, при исполнении воинского, служебного или гражданского долга, а также в результате совершения террористических актов, возникновения и (или) развития чрезвычайных ситуаций, умершие вследствие ранения, контузии, увечья или заболевания, полученных при указанных обстоятельствах, либо вследствие трудового увечья или профессионального заболевания. Награждение почётным знаком усыновителей и приёмных родителей производится при условии достойного воспитания и содержания усыновленных (удочеренных) и (или) приемных детей в течение не менее трех лет. | Закон Ульяновской области от 20 декабря 2022 года № 143-ЗО «О наградах Ульяновской области» --- |

### Почётные звания
| Изображение награды                                             | Наименование награды                                                         | Дата учреждения      | Правила награждения | Источник                                                                                        |
| --------------------------------------------------------------- | ---------------------------------------------------------------------------- | -------------------- | --- | ----------------------------------------------------------------------------------------------- |
| Образец нагрудного знака «Почётный работник» к Почётным званиям | Почётные звания Ульяновской области --- (Нагрудный знак «Почётный работник») | 20 декабря 2022 года | Почётные звания Ульяновской области устанавливаются для поощрения граждан за высокое профессиональное мастерство и многолетний добросовестный труд, и присваивается за заслуги в развитии следующих сфер деятельности: - аварийно-спасательной деятельности; - архитектурной деятельности; - дорожного хозяйства; - жилищно-коммунального хозяйства; - здравоохранения; - информации и связи; - культуры и искусства; - лесного хозяйства; - научно-исследовательской деятельности; - молодежной политики; - пожарной безопасности; - правоохранительной деятельности; - предпринимательской деятельности; - промышленности; - образовательной деятельности; - строительства; - сельского хозяйства; - социальной защиты населения; - транспорта; - торговой деятельности; - физической культуры и спорта; - охраны окружающей среды; - экономики и финансов; - энергетики; - юриспруденции. Присвоение почётного звания Ульяновской области с вручением нагрудного знака «Почётный работник» производится, как правило, не ранее чем через 10 лет со дня начала осуществления на территории Ульяновской области соответствующей трудовой (служебной, иной профессиональной, предпринимательской) деятельности в одной из указанных сфер. | Закон Ульяновской области от 20 декабря 2022 года № 143-ЗО «О наградах Ульяновской области» --- |

### Памятные знаки Губернатора
| Изображение награды | Наименование награды | Дата учреждения      | Правила награждения | Источник |
|                     | Памятный знак «В память о праздничном параде в Ульяновской области в день 70-летия Победы в Великой Отечественной войне 1941-1945 годов»                   | 2 сентября 2015 года | Памятный знак «В память о праздничном параде в Ульяновской области в день 70-летия Победы в Великой Отечественной войне 1941-1945 годов» учреждён для вручения гражданам, принявшим активное участие в организации и проведении парада, посвящённого 70-летию Победы в Великой Отечественной войне 1941-1945 годов. Памятный знак вручался следующим категориям лиц, принимавшим участие в организации и проведении Парада: - организаторам Парада – за активное участие в подготовке и проведении Парада; - участникам Парада – за отличие, проявленное при проведении Парада; - организаторам и участникам общественно-патриотических акций, приуроченных к празднованию 70-летия Победы в Великой Отечественной войне 1941–1945 годов, – за отличие, проявленное при организации и проведении на территории Ульяновской области указанных акций, приуроченных к проведению Парада.                   | Постановление Губернатора Ульяновской области от 2 сентября 2015 года № 166 «О Памятном знаке Губернатора Ульяновской области "..."» --- |
|                     | Памятный знак «В память о праздничном параде в Ульяновской области в день 75-летия Победы советского народа в Великой Отечественной войне 1941-1945 годов» | 13 января 2020 года  | Памятный знак «В память о праздничном параде в Ульяновской области в день 75-летия Победы советского народа в Великой Отечественной войне 1941-1945 годов» учреждён для вручения гражданам, принявшим активное участие в организации и проведении парада, посвящённого 75-летию Победы в Великой Отечественной войне 1941-1945 годов. Памятный знак вручался следующим категориям лиц, принимавшим участие в организации и проведении Парада: - организаторам Парада – за активное участие в подготовке и проведении Парада; - участникам Парада – за отличие, проявленное при проведении Парада; - организаторам и участникам общественно-патриотических акций, приуроченных к празднованию 75-летия Победы в Великой Отечественной войне 1941–1945 годов, – за отличие, проявленное при организации и проведении на территории Ульяновской области указанных акций, приуроченных к проведению Парада. | Указ Губернатора Ульяновской области от 13 января 2020 года № 2 «О Памятном знаке Губернатора Ульяновской области "..."» ---             |

## Упразднённые награды
Упразднённые награды Ульяновской области — награды Ульяновской области которыми производились награждения вплоть до 1 января 2023 года. В связи с изменением в 2013 году цветовой гаммы флага Ульяновской области назрела необходимость в актуализации региональной наградной системы. Законом Ульяновской области от 20 декабря 2022 года № 143-ЗО «О наградах Ульяновской области» такая актуализация была проведена и данные награды были упразднены.
Согласно Закону от 20 декабря 2022 года № 143-ЗО, награды Ульяновской области, присвоенные до вступления в силу Закона, а также правовые последствия, связанные с присвоением наград, были сохранены.
До 1 января 2023 года в Ульяновской области действовали следующие виды наград:

### Высшая награда
| Изображение награды | Наименование награды                                                                                | Дата учреждения                                                      | Правила награждения | Источник                                                                                        |
|                     | Звание «Почётный гражданин Ульяновской области» −−− (Знак «Почётный гражданин Ульяновской области») | 5 мая 2011 года --- статут и внешний вид обновлён 1 января 2023 года | Звание «Почётный гражданин Ульяновской области» является высшей по значимости в системе наград Ульяновской области и присваивается видным государственным и общественным деятелям, представителям различных отраслей экономики, науки, культуры, искусства и образования за выдающиеся заслуги, способствующие обеспечению благосостояния Ульяновской области, повышению её авторитета в Российской Федерации и за рубежом. В целях упрочения исторической преемственности традиций служения Отечеству и патриотизма, общественного признания и увековечения особых личных заслуг людей - уроженцев и жителей Ульяновской области (Симбирской губернии), чья жизнь и деятельность оказали существенное влияние на историю, экономику и культуру Ульяновской области (Симбирской губернии), звание «Почётный гражданин Ульяновской области» может быть присвоено посмертно. Присвоение звания «Почётный гражданин Ульяновской области» с занесением в Золотую книгу Почёта Ульяновской области производится один раз в год в декабре. При этом в течение календарного года звание может быть присвоено не более чем двум лицам при условии, что как минимум одному из этих лиц звание «Почётный гражданин Ульяновской области» присваивается посмертно. Лицу, которому присвоено звание «Почётный гражданин Ульяновской области», вручается знак Почётного гражданина Ульяновской области. | Статут в Законе Ульяновской области от 5 мая 2011 года № 73-ЗО «О наградах Ульяновской области» |

### Ордена
| Изображение награды | Наименование награды            | Дата учреждения                                  | Правила награждения | Источник                                                                                        |
|                     | Орден «За проявленное мужество» | 5 мая 2011 года --- упразднён 1 января 2023 года | Орденом «За проявленное мужество» награждаются лица, проходящие военную или правоохранительную службу на территории Ульяновской области, за самоотверженность и мужество, проявленные при спасении людей, охране общественного порядка, борьбе с преступностью, проявившие героизм во время чрезвычайных ситуаций и при исполнении воинского или служебного долга, и лица, проявившие высокую сознательность, мужество и героизм при исполнении гражданского долга в условиях, сопряжённых с риском для жизни. Знак ордена «За проявленное мужество» носится на правой стороне груди. | Статут в Законе Ульяновской области от 5 мая 2011 года № 73-ЗО «О наградах Ульяновской области» |

### Знаки отличия
| Изображение награды | Наименование награды                                 | Дата учреждения                                                      | Правила награждения | Источник                                                                                                   |
|                     | Знак отличия «За заслуги перед Ульяновской областью» | 5 мая 2011 года --- статут и внешний вид обновлён 1 января 2023 года | Награждение знаком отличия «За заслуги перед Ульяновской областью» производится за заслуги в сфере развития сельского хозяйства, производства, науки, техники, культуры, искусства, воспитания и образования, здравоохранения, охраны окружающей среды и обеспечения экологической безопасности, законности, правопорядка и общественной безопасности, благотворительной и иной деятельности во благо Ульяновской области и её населения. Существует два типа знака «За заслуги перед Ульяновской областью», первый в виде семигранника с гербом Ульяновской области на голубом фоне и второй (в редакции Закона от 06.05.2013 № 55-ЗО) в виде восьмиконечной звезды золотистого цвета с гранеными полированными лучами. | Положение о знаке в Законе Ульяновской области от 5 мая 2011 года № 73-ЗО «О наградах Ульяновской области» |

### Медали
| Изображение награды | Наименование награды                               | Дата учреждения                                   | Правила награждения | Источник |
|                     | Медаль Почёта                                      | 5 мая 2011 года --- упразднена 1 января 2023 года | Награждение медалью Почёта производится за значительные достижения в производственной, научно-исследовательской, социально-экономической, культурной, общественной и благотворительной деятельности, позволившей существенным образом улучшить условия жизни населения Ульяновской области, за особые заслуги в подготовке квалифицированных кадров, воспитании подрастающего поколения, поддержании законности. Медаль Почёта носится на левой стороне груди. | Положение о медали в Законе Ульяновской области от 5 мая 2011 года № 73-ЗО «О наградах Ульяновской области» |
|                     | Медаль Дружбы народов                              | 5 мая 2011 года --- упразднена 1 января 2023 года | Награждение медалью Дружбы народов производится за большой вклад в укрепление дружбы и сотрудничества между Ульяновской областью и другими субъектами Российской Федерации, субъектами иностранных федеративных государств, административно-территориальными образованиями иностранных государств, развитие взаимовыгодных торгово-экономических, научно-технических, социальных и культурных связей, эффективную инвестиционную деятельность, плодотворную деятельность по сближению и взаимообогащению культур наций и народностей. Медаль Дружбы народов носится на левой стороне груди и при наличии других медалей Ульяновской области располагается после медали Почёта.                                                | Положение о медали в Законе Ульяновской области от 5 мая 2011 года № 73-ЗО «О наградах Ульяновской области» |
|                     | Медаль «За заслуги в охране общественного порядка» | 5 мая 2011 года --- упразднена 1 января 2023 года | Медалью «За заслуги в охране общественного порядка» награждаются сотрудники правоохранительных органов за смелость и отвагу, проявленные при охране общественного порядка и в борьбе с правонарушениями, за высокие показатели в служебной деятельности и другие заслуги в период прохождения службы, а также лица, оказавшие содействие правоохранительным органам в охране общественного порядка, в профилактике, предупреждении и пресечении правонарушений, в защите прав и свобод человека и гражданина на территории Ульяновской области. Медаль «За заслуги в охране общественного порядка» носится на левой стороне груди и при наличии других медалей Ульяновской области располагается после медали Дружбы народов. | Положение о медали в Законе Ульяновской области от 5 мая 2011 года № 73-ЗО «О наградах Ульяновской области» |
|                     | Медаль Н.М. Карамзина                              | 5 мая 2011 года --- упразднена 1 января 2023 года | Награждение медалью Н.М. Карамзина производится за выдающиеся заслуги в области культуры, литературы и искусства, просвещения, гуманитарных наук, значительный вклад в изучение и сохранение культурного наследия на территории Ульяновской области. Медаль Н.М. Карамзина носится на левой стороне груди и при наличии других медалей Ульяновской области располагается после медали «За заслуги в охране общественного порядка». | Положение о медали в Законе Ульяновской области от 5 мая 2011 года № 73-ЗО «О наградах Ульяновской области» |

### Почётные знаки
| Изображение награды | Наименование награды                                  | Дата учреждения                                       | Правила награждения | Источник |
|                     | Почётный знак «За развитие наставничества»            | 2 сентября 2019 года --- упразднён 1 января 2023 года | Почётным знаком Ульяновской области «За развитие наставничества» награждаются граждане постоянно проживающие на территории Ульяновской области, за особые заслуги в возрождении и развитии института наставничества, а также – за оказание постоянной и эффективной помощи молодым рабочим, специалистам, служащим в деле успешного овладения профессиональными знаниями, умениями и навыками. Почётный знак Ульяновской области «За развитие наставничества» носится на правой стороне груди. | Закон Ульяновской области от 2 сентября 2019 года №82-ЗО «О внесении изменений в Закон Ульяновской области «О наградах Ульяновской области» |
|                     | Почётный знак «За веру и добродетель»                 | 5 мая 2011 года --- упразднён 1 января 2023 года      | Награждение почётным знаком Ульяновской области «За веру и добродетель» производится за значительные достижения в профессиональной деятельности, в деле укрепления института семьи, в духовном, нравственном и патриотическом воспитании подрастающего поколения, а также за активную общественную, благотворительную и попечительскую деятельность. Почётный знак Ульяновской области «За веру и добродетель» носится на правой стороне груди. | Положение о знаке в Законе Ульяновской области от 5 мая 2011 года № 73-ЗО «О наградах Ульяновской области»                                  |
|                     | Почётный знак «Материнская слава» I, II и III степени | 5 мая 2011 года --- упразднён 1 января 2023 года      | Награждение почётным знаком Ульяновской области «Материнская слава» производится за заслуги в укреплении института семьи и воспитании детей, обеспечение надлежащего уровня заботы о здоровье, образовании, физическом, духовном и нравственном развитии детей, полном и гармоничном развитии их личности. Почётный знак имеет три степени, высшей степенью является I степень. Почётным знаком «Материнская слава» награждаются проживающие на территории Ульяновской области: многодетные матери, родившие и (или) усыновившие, и (или) воспитывающие (воспитавшие) пятерых детей, матери, воспитывающие (воспитавшие) одного и более талантливых и одарённых детей - победителей конкурсов, соревнований, олимпиад и иных конкурсных мероприятий, проведённых для выявления одарённых детей в различных областях интеллектуальной и творческой деятельности (III степень); многодетные матери, родившие и (или) усыновившие, и (или) воспитывающие (воспитавшие) шестерых детей (II степень); многодетные матери, родившие и (или) усыновившие, и (или) воспитывающие (воспитавшие) семерых и более детей (I степень). Представление многодетной матери к награждению почётным знаком Ульяновской области «Материнская слава» производится по достижении последним ребёнком возраста одного года, при наличии не менее одного несовершеннолетнего ребёнка и при наличии в живых остальных детей за исключением случаев, предусмотренных Законом. Награждение почётным знаком усыновителей и приёмных родителей производится при условии достойного воспитания и содержания усыновленных (удочеренных) и (или) приёмных детей в течение не менее трёх лет. | Положение о знаке в Законе Ульяновской области от 5 мая 2011 года № 73-ЗО «О наградах Ульяновской области»                                  |
|                     | Почётный знак «Отцовская слава»                       | 5 мая 2011 года --- упразднён 1 января 2023 года      | Награждение почётным знаком Ульяновской области «Отцовская слава» производится за заслуги в укреплении института семьи и воспитании детей, обеспечении надлежащего уровня заботы о здоровье, образовании, физическом, духовном и нравственном развитии детей, полном и гармоничном развитии их личности. Почётным знаком награждаются многодетные отцы, проживающие на территории Ульяновской области, воспитывающие (воспитавшие) трёх и более детей, отцы, воспитывающие (воспитавшие) одного и более талантливых и одарённых детей - победителей конкурсов, соревнований, олимпиад и иных конкурсных мероприятий, проведённых для выявления одарённых детей в различных областях интеллектуальной и творческой деятельности. Представление многодетного отца к награждению почётным знаком производится по достижении последним ребёнком возраста одного года, при наличии не менее одного несовершеннолетнего ребёнка и при наличии в живых остальных детей за исключением случаев, предусмотренных Законом. Награждение почётным знаком усыновителей производится при условии достойного воспитания и содержания усыновленных (удочеренных) детей в течение не менее трёх лет. | Положение о знаке в Законе Ульяновской области от 5 мая 2011 года № 73-ЗО «О наградах Ульяновской области»                                  |

### Почётные звания
| Изображение награды                                                         | Наименование награды                | Дата учреждения                                                      | Правила награждения | Источник                                                                              |
| Образец нагрудного знака к Почётным званиям вручаемый до 1 января 2023 года | Почётные звания Ульяновской области | 5 мая 2011 года --- статут и внешний вид обновлён 1 января 2023 года | Почётные звания Ульяновской области учреждены для награждения граждан за заслуги и большой личный вклад в социально-экономическое и культурное развитие Ульяновской области, высокое профессиональное мастерство, добросовестный труд, способствующие развитию Ульяновской области. Звания присваиваются архитекторам, деятелям науки и техники, работникам дорожного хозяйства, жилищно-коммунального хозяйства, здравоохранения, культуры, лесного хозяйства, образования, пищевой и перерабатывающей промышленности, правоохранительной системы, промышленности, сельского хозяйства, социальной защиты населения, средств массовой информации, сферы информационных технологий и связи, сферы молодёжной политики, топливно-энергетического комплекса, торговли и бытового обслуживания, транспорта, физической культуры и спорта, спасателям, строителям, экологам, экономистам и юристам, внёсшим значительный вклад в сфере своей профессиональной деятельности. | Закон Ульяновской области от 5 мая 2011 года № 73-ЗО «О наградах Ульяновской области» |

### Знаки Губернатора
| Изображение награды | Наименование награды                                                                  | Дата учреждения       | Правила награждения | Источник |
|                     | Почётный знак «За безупречную службу» I, II и III степени                             | 26 ноября 2008 года   | Награждение почётным знаком Губернатора Ульяновской области «За безупречную службу» является формой поощрения за безупречную государственную гражданскую и муниципальную службу, профессионализм, достижение значительных результатов в профессиональной служебной деятельности, высокую культуру исполнения должностных обязанностей, за вклад в социально-экономическое развитие Ульяновской области, муниципальных образований Ульяновской области. Почётный знак имеет три степени, высшей является I степень. Награждение Почётным знаком производится последовательно от низшей степени к высшей. При наличии выдающихся заслуг допускается награждение Почётным знаком более высокой степени без получения награды предыдущей степени. Почётным знаком награждаются государственные гражданские и муниципальные служащие, за существенный вклад в социально-экономическое развитие Ульяновской области, муниципальных образований Ульяновской области, проработавшие в государственных органах Ульяновской области, органах местного самоуправления и избирательных комиссиях муниципальных образований Ульяновской области не менее 5 лет (III степени); не менее 10 лет (II степени); не менее 15 лет (I степени). | Положение о почётном знаке Губернатора «За безупречную службу» в Постановлении от 26 ноября 2008 года № 93 Архивная копия от 28 июля 2014 на Wayback Machine |
|                     | Знак «Семья, любовь, верность»                                                        | 28 сентября 2011 года | Знак Губернатора Ульяновской области «Семья, любовь, верность» является мерой поощрения Губернатора Ульяновской области граждан за заслуги в укреплении института семьи, возрождении и сохранении духовно-нравственных традиций семейных отношений, пропаганде ответственного родительства и здорового образа жизни. К поощрению Знаком представляются супружеские пары, состоящие в браке, заключённом в органах записи актов гражданского состояния, 50 и более лет, родившие и (или) усыновившие и воспитавшие не менее двоих детей. При поощрении Знаком учитываются дети, усыновленные (удочеренные) в установленном законом порядке, погибшие или пропавшие без вести при защите Отечества или его интересов, при исполнении воинского, служебного или гражданского долга, умершие вследствие ранения, контузии, увечья или заболевания, полученных при указанных обстоятельствах, либо вследствие несчастного случая на производстве или профессионального заболевания. Поощрение Знаком усыновителей производится при условии достойного воспитания и содержания усыновленных (удочеренных) детей в течение не менее трёх лет.                                                                                      | Положение о знаке в Постановлении Губернатора Ульяновской области от 28 сентября 2011 года № 95                                                              |
|                     | Знак «За трудовую доблесть»                                                           | 28 сентября 2011 года | Знак Губернатора Ульяновской области «За трудовую доблесть» является мерой поощрения Губернатора Ульяновской области граждан: - за отличия в выполнении трудовых обязанностей, добросовестную и безупречную работу; - за достижение высоких показателей в производственной, социально-экономической и научно-исследовательской деятельности; - за заслуги в освоении и внедрении передовых технологий, достижений науки; - за заслуги в организации и осуществлении успешной и эффективной рационализаторской и изобретательской деятельности; - за заслуги в подготовке и воспитании кадров. К поощрению Знаком представляются граждане, имеющие стаж работы (службы) в представляющей организации не менее 5 лет, не ранее чем через 10 лет со дня начала осуществления соответствующей профессиональной деятельности на территории Ульяновской области. | Положение о знаке в Постановлении Губернатора Ульяновской области от 28 сентября 2011 года № 95                                                              |
|                     | Знак «Ветеран труда Ульяновской области» (Звание «Ветеран труда Ульяновской области») | 9 января 2008 года    | Звание «Ветеран труда Ульяновской области» является формой поощрения граждан за многолетний добросовестный труд во благо Ульяновской области. Звание присваивается гражданам при наличии оснований, установленных Законом Ульяновской области от 9 января 2008 года № 10-ЗО «О звании «Ветеран труда Ульяновской области»». Гражданам, удостоенным звания «Ветеран труда Ульяновской области», вручается удостоверение и знак установленного образца. | Закон Ульяновской области от 9 января 2008 года № 10-ЗО «О звании «Ветеран труда Ульяновской области»» Архивная копия от 28 июля 2014 на Wayback Machine     |
|                     | Нагрудный знак «Дети войны»                                                           | 13 февраля 2012 года  | Знак «Дети войны» выдаётся гражданам Российской Федерации, родившимся в период с 1 января 1927 года по 31 декабря 1945 года включительно, постоянно проживающим на территории Ульяновской области. | Постановление Правительства Ульяновской области от 13 февраля 2012 года № 62-П «Об утверждении порядка выдачи удостоверения и нагрудного знака "Дети войны"» |

## Общественные награды
| Изображение награды | Наименование награды                               | Дата учреждения   | Правила награждения | Источник                                                                                               |
|                     | Медаль «Губернатор Ульяновской области С.Морозов»  | август 2008 года  | Медаль «Губернатор Ульяновской области С.Морозов» учреждена в августе 2008 года Союзом коллекционеров СНГ и России, и приурочена к проведению в Ульяновске съезда коллекционеров из России и СНГ. На съезде, который проводился с 3 по 5 октября 2008 года, С.И. Морозов был избран почётным президентом Союза коллекционеров СНГ и России, а медали с его изображением были вручены участникам съезда, в том числе и лично С.И. Морозову. | Информация о медали на Ульяновском новостном сайте                                                     |
|                     | Медаль «50 лет Ульяновскому обществу филателистов» | 2 марта 2008 года | Медаль «50 лет Ульяновскому обществу филателистов» учреждена для награждения коллекционеров и других лиц, внесших большой вклад в развитие и пропаганду филателии Ульяновской области. Медаль «50 лет Ульяновскому обществу филателистов» вручается: - за многолетнюю и плодотворную работу на посту руководителей, членов правления отделений, клубов и кружков филателистов в Ульяновской области; - за успешную работу с начинающими филателистами; - за организацию и проведение крупных филателистических выставок, за активное участие во Всероссийских и Всемирных филателистических выставках; - за подготовку и издание справочников, литературы, каталогов, монографий, сайтов в Интернете, организацию теле и радио передач, статей и других публикаций по вопросам филателии и деятельности общественных филателистических организаций в Ульяновской области; - за многолетнюю моральную и материальную поддержку деятельности филателистических организаций на территории Ульяновской области. | Положение о медали и список награждённых ей согласно Решению правления УРО СФР №3 от 2 марта 2008 года |
|                     | Медаль Ульяновского муфтията «За содействие»       | 2013 год          | Медалью Ульяновского муфтията «За содействие» награждаются граждане Российской Федерации и другие лица за активное сотрудничество и поддержку деятельности Централизованной религиозной организации «Региональное Духовное Управление мусульман Ульяновской области (Ульяновский муфтият) в составе ЦДУМ России». | О награждении благодарственным письмом и медалью «За содействие»                                       |